# Eichstruth
Eichstruth là một đô thị thuộc huyện Eichsfeld nước Đức. Đô thị này có diện tích 1,34 km², dân số thời điểm 31 tháng 12 năm 2006 là 86 người.